# 德斯蒙·哈靈頓
德斯蒙·哈靈頓（英語：Desmond Harrington，1976年10月19日—）是美國的一位演員。他曾出演過神秘洞穴、嚇破膽、致命彎道等電影。哈靈頓出生在薩凡納，成長在布隆克斯。